# Geniculifera effusa
Geniculifera effusa är en svampart som först beskrevs av Jarow., och fick sitt nu gällande namn av Oorschot 1985. Geniculifera effusa ingår i släktet Geniculifera och familjen vaxskålar.   Inga underarter finns listade i Catalogue of Life.